# Imke Onnen
Imke Susann Onnen (* 17. August 1994 in Langenhagen) ist eine deutsche Leichtathletin, die sich auf den Hochsprung spezialisiert hat.

## Berufsweg
Onnen machte 2015 Abitur an der Carl-Friedrich-Gauß-Schule in Hemmingen und absolvierte anschließend ein Freiwilliges Soziales Jahr am Olympiastützpunkt Niedersachsen. Sie studierte Kunst- und Medienwissenschaft an der Technischen Universität Braunschweig. Seit September 2020 ist sie als Sportsoldatin bei der Bundeswehr und aktuell der Sportfördergruppe Warendorf zugeordnet.

## Sportliche Laufbahn
Imke Onnen spielte zunächst Tennis. Sie ist eine Spätstarterin in der Leichtathletik. Erst mit 15 Jahren, angefacht durch die Begeisterung über das „Gespringe“ ihres Bruders Eike, stellte Onnen fest, dass Hochsprung ihre liebste Disziplin sein würde.
2010 kam sie bei den Deutschen Jugendhallenmeisterschaften der U18 mit 1,65 m auf den 11. Platz und belegte mit 1,71 m einen 8. Platz bei den Deutschen U18-Meisterschaften.
2011 steigerte sich Onnen mit 1,69 m bei den Deutschen Jugendhallenmeisterschaften der U20 auf den 8. Platz und mit 1,77 m auf den 3. Platz bei den Deutschen U18-Meisterschaften. International belegte sie beim Europäischen Olympischen Jugendfestival (EYOF) in Trabzon (Türkei) den 15. Rang.
2012 erreichte Onnen mit 1,75 m bei den Deutschen Jugendhallenmeisterschaften der U20 einen 5. Platz, scheiterte aber an der Eingangshöhe von 1,70 m bei den Deutschen Hallenmeisterschaften in Karlsruhe. Am Jahresende stand sie mit persönlicher Bestleistung von 1,82 m an dritter Stelle der deutschen Jahresbestenliste der U20.
2013 wurde Onnen mit 1,81 m Deutsche Jugendhallenmeisterin der U20 und mit 1,79 m Deutsche U20-Vizemeisterin. Bei den Aktiven holte sie sich mit 1,80 m den 3. Platz bei den Deutschen Hallenmeisterschaften in Dortmund und erreichte mit 1,78 m den 4. Platz bei den Deutschen Meisterschaften in Ulm. International schied sie bei den U20-Europameisterschaften in Rieti (Italien) in der Qualifikation aus. In ihrem letzten U20-Jahr führte Onnen die deutsche Jahresbestenliste der U20 mit persönlicher Bestleistung von 1,84 m im Freien an und lag mit persönlicher Bestleistung von 1,81 m in der Halle auf dem zweiten Platz.
2014 wurde sie jeweils mit Saisonbestleistungen von 1,80 m Deutsche Hallenvizemeisterin in Leipzig und Fünftplatzierte bei den Deutschen Meisterschaften in Ulm. Zwischen beiden Wettkämpfen musste sie einen Ermüdungsbruch im Fuß auskurieren und fünf Monate auf Krücken gehen.
2015 holte sich Onnen jeweils mit persönlichen Bestleistungen von 1,86 m sowohl den Titel der Deutschen Hallenmeisterin in Karlsruhe bei den Aktiven als auch den der Deutschen U23-Meisterin. Bei den Deutschen Meisterschaften in Nürnberg kam sie mit 1,84 m auf den 3. Platz. International erreichte Onnen bei den U23-Europameisterschaften in Tallinn (Estland) den 11. Platz. Am Jahresende führte sie mit persönlicher Bestleistung und Niedersächsischem Landesrekord von 1,89 m, erzielt beim 37. Internationalen Hochsprung-Meeting Eberstadt, die deutsche Jahresbestenliste der U23 an und belegte mit persönlicher Bestleistung von 1,86 m in der Halle den zweiten Platz bei den Frauen.
2016 startete Onnen im Januar mit neuer persönlicher Bestleistung von 1,87 m in der Hallensaison. Aber schon zur Titelverteidigung konnte sie bei den Deutschen Hallenmeisterschaften in Leipzig wegen einer Fußblessur nicht antreten. Sah es Ende Mai beim 22. Sinner Hochsprung-Meeting in Fleisbach (Hessen) mit übersprungenen 1,80 m noch nach einer Genesung aus, durchkreuzten die Sprunggelenksprobleme die Hoffnungen auf eine Teilnahme an den Olympischen Spielen in Rio de Janeiro. Mit ihrer persönlichen Bestleistung von 1,87 m in der Halle lag Onnen am Jahresende auf dem vierten Platz bei den Frauen.
2017 trat Onnen nach einem Jahr Verletzungspause zur Freiluftsaison wieder an und wurde mit 1,87 m Deutsche Hochschulmeisterin. Mit der Höhe stand sie am Jahresende hinter Marie-Laurence Jungfleisch und Jossie Graumann auf Platz drei der deutschen Bestenliste bei den Frauen.
2018 ließ Onnen die Hallensaison aus, nachdem sie im Vorjahr immer wieder Fußprobleme gehabt hatte und diese erst auskurierte. Zum Einstand in die Freiluftsaison gelang ihr beim Springermeeting des Garbsener SC die Steigerung ihrer persönlichen Bestleistung auf 1,93 m, damit erfüllte sie gleichzeitig die Norm für die Europameisterschaften 2018 in Berlin.
2019 wurde Onnen Siebte bei den Halleneuropameisterschaften in Glasgow. Im Juli gewann sie bei der Sommer-Universiade in Neapel mit 1,91 m die Bronzemedaille. Etwas später wurde sie Deutsche Vizemeisterin in Berlin.
2020 stieg Onnen im Januar bei den Bremer und niedersächsischen Landesmeisterschaften in Hannover mit einem Siegsprung über 1,91 m in die Hallensaison ein.
Bei den Europameisterschaften 2024 in Rom erreichte Onnen mit 1,90 m den achten Platz.
Onnen gehört zum Perspektivkader des Deutschen Leichtathletik-Verbandes (DLV).
Bei einer Größe von 1,91 m hat Onnen ein Wettkampfgewicht von 66 kg.

## Vereinszugehörigkeit
Onnen startete für Hannover 96, seit 2025 für Cologne Athletics.

## Familie
Imke Onnen ist die Schwester des Hochspringers Eike Onnen und von Lasse und Kjell Onnen, die beide beim Sprint aktiv waren, sowie von Schwester Maie, die sich beim Weitsprung betätigte. Ihre Mutter ist die ehemalige Siebenkämpferin Astrid Fredebold-Onnen (* 1956), von der sie auch trainiert wird.
Seit Juni 2017 ist Onnen mit ihrem Disziplinkollegen Falk Wendrich liiert.

## Leistungsentwicklung
Leistungsentwicklung ab 2010
(Stand: 1. Juni 2025)

| Jahr | Halle  | Freiluft |
| ---- | ------ | -------- |
| 2010 | 1,73 m | 1,71 m   |
| 2011 | 1,79 m | 1,78 m   |
| 2012 | 1,77 m | 1,82 m   |
| 2013 | 1,81 m | 1,84 m   |
| 2014 | 1,80 m | 1,80 m   |
| 2015 | 1,86 m | 1,89 m   |
| 2016 | 1,87 m | 1,80 m   |
| 2017 | –      | 1,87 m   |
| 2018 | –      | 1,93 m   |
| 2019 | 1,96 m | 1,94 m   |
| 2020 | 1,96 m | –        |
| 2021 | –      | 1,88 m   |
| 2022 | 1,94 m | 1,85 m   |
| 2023 | 1,80 m | 1,91 m   |
| 2024 | 1,94 m | 1,94 m   |
| 2025 | 1,93 m | 1,97 m   |

Bestleistungen:
Halle
- 1,96 m (Leipzig, 17. Februar 2019)
- 1,96 m (Karlsruhe, 31. Januar 2020)

Freiluft
- 1,97 m (Essen, 1. Juni 2025)[15]

## Erfolge
national
- 2010: 8. Platz Deutsche U18-Meisterschaften
- 2010: 11. Platz Deutsche Jugendhallenmeisterschaften
- 2011: 3. Platz Deutsche U18-Meisterschaften
- 2013: Deutsche Jugendhallenmeisterin
- 2013 3. Platz Deutsche Hallenmeisterschaften
- 2013: 4. Platz Deutsche Meisterschaften
- 2013: Deutsche U20-Vizemeisterin
- 2014: Deutsche Hallenvizemeisterin
- 2014: 5. Platz Deutsche Meisterschaften
- 2015: Deutsche Hallenmeisterin
- 2015: Deutsche U23-Meisterin
- 2015: 3. Platz Deutsche Meisterschaften
- 2017: Deutsche Hochschulmeisterin
- 2018: Deutsche Vizemeisterin
- 2019: Deutsche Hallenmeisterin
- 2019: Deutsche Vizemeisterin
- 2021: Deutsche Meisterin
- 2024: Deutsche Meisterin

international
- 2011: 15. Platz Europäisches Olympisches Jugendfestival
- 2013: 19. Platz U20-Europameisterschaften
- 2015: 11. Platz U23-Europameisterschaften
- 2018: 14. Platz Europameisterschaften
- 2019: 7. Platz Halleneuropameisterschaften
- 2019: 3. Platz Universiade
- 2019: 9. Platz Weltmeisterschaften
- 2024: 8. Platz Europameisterschaften
- 2025: 6. Platz Halleneuropameisterschaften
- 2025: 6. Platz Hallenweltmeisterschaften